# Murder (canción de Ashlee Simpson)
«Muder» es la décima canción del tercer álbum de estudio la cantante pop/rock estadounidense Ashlee Simpson, Bittersweet World que incluida en su tercer álbum, Bittersweet World, que saliera al mercado el 22 de abril de 2008.
- Datos: Q9046701